# Бедренец
Бе́дрене́ц (лат. Pimpinélla) — род многолетних, редко дву- или однолетних трав семейства Зонтичные (Apiaceae).

## Распространение и экология
Распространён в тропических, субтропических и умеренных областях Европы, Азии, Африки и несколько видов — в Америке. На территории России и сопредельных стран более 25 видов, из них многие на Кавказе.
Широко распространён Бедренец камнеломковый (Pimpinella saxifraga), растёт на лугах, лесных опушках, вдоль дорог и полей. 

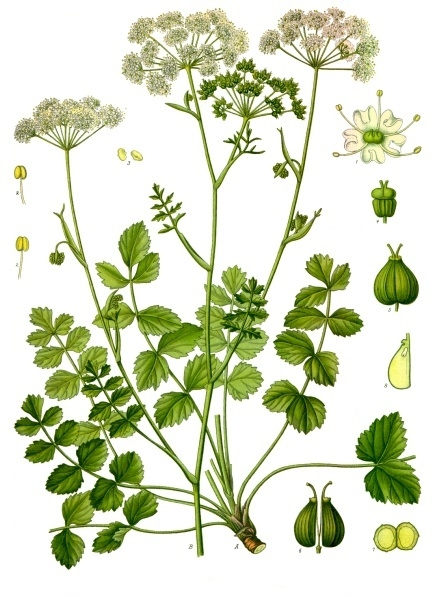
Бедренец камнеломковый.

## Биологическое описание
Многолетние, иногда древеснеющие при основании, редко двулетние и однолетние травы, опушённые или голые.
Листья простые или дважды-, триждыперистые.
Цветки обоеполые. Лепестки одинаковые, голые, белые, редко розовые или пурпурные. Соцветия — сложные зонтики без обёрток. Чашелистики незаметные, лепестки обратнояйцевидные с загнутой средней долькой.
Плод — яйцевидно-шаровидный или продолговато-яйцевидный, часто слегка сжатый с боков, с нитевидными рёбрами и 2—3 маслоносными ходами под каждой долинкой и несколькими ходами под комиссуральной плоскостью; белок семени на комиссуральной стороне прямой.

## Значение и применение
Молодые листья его пригодны для салатов, корни используют как приправу к пище, плоды — как пряность.
Пастбищный корм для скота.
Из семян бедренца анисового (Анис обыкновенный) (Pimpinella anisum) получают эфирное (анисовое) масло.
Медонос.

## Классификация

### Таксономия[3]
Pimpinella  L., 1753, Sp. Pl. : 263
Род Бедренец относится к семейству Зонтичные (Apiaceae) порядка Зонтикоцветные  (Apiales). Кладограмма в соответствии с Системой APG IV:
|  |                                      |  |                                   |                                   |                     |  | ещё 6 семейств |               |               |                                                   |
|  |                                      |  |                                   |                                   |                     |  |                |               |               | 156 подтвержденных и 65 в статусе "непроверенных" |
|  |                                      |  |                                   | порядок Зонтикоцветные            |                     |  |                |               | род Бедренец  |                                                   |
|  |                                      |  |                                   | порядок Зонтикоцветные            |                     |  |                |               | род Бедренец  |                                                   |
|  | отдел Цветковые, или Покрытосеменные |  |                                   |                                   | семейство Зонтичные |  |                |               |               |                                                   |
|  | отдел Цветковые, или Покрытосеменные |  |                                   |                                   |                     |  |                |               |               |                                                   |
|  |                                      |  | ещё 63 порядка цветковых растений | ещё 63 порядка цветковых растений |                     |  |                | ещё 447 родов | ещё 447 родов |                                                   |
|  |                                      |  |                                   | ещё 63 порядка цветковых растений |                     |  |                |               | ещё 447 родов |                                                   |

### Виды
Некоторые из них:
- Pimpinella affinis Ledeb. — Бедренец близкий
- Pimpinella anisactis  Rech.f. , син. Бедренец Литвинова
- Pimpinella anisum L. — Бедренец анисовый, или Анис обыкновенный
- Pimpinella armena Schischk. — Бедренец армянский
- Pimpinella aromatica  M.Bieb. — Бедренец ароматный
- Pimpinella major (L.) Huds. — Бедренец большой
- Pimpinella peregrina (L.) Huds., син. Бедренец крымский
- Pimpinella peucedanifolia Fisch. ex Ledeb. — Бедренец горичниколистный
- Pimpinella puberula (DC.) Boiss. — Бедренец опушённый
- Pimpinella ramosa  Schischk. — Бедренец ветвистый (по состоянию на декабрь 2022г. вид в статусе "непроверенный"[3])
- Pimpinella rhodantha Boiss. — Бедренец розовоцветный
- Pimpinella saxifraga L. — Бедренец камнеломковый, син. Бедренец разрезной
- Pimpinella squamosa  Karjagin , син. Бедренец голостебельный
- Pimpinella thellungiana H.Wolff — Бедренец Теллунга
- Pimpinella tragium Vill. — Бедренец козельцовый, син. Бедренец разрезаннолистный
- Pimpinella tragium subsp. lithophila  (Schischk.) Tutin  — Бедренец козельцовый подвид камнелюбивый, син. Бедренец дагестанский, Бедренец Гроссгейма
- Pimpinella tragium subsp. pseudotragium  (DC.) V.A.Matthews , син. Бедренец Иды, Бедренец смешиваемый
- Pimpinella tragium subsp. titanophila  (Woronow) Tutin  — Бедренец козельцовый подвид известколюбивый
- Pimpinella turcomanica Schischk. — Бедренец туркменский

### Синонимы
- Adarianta  Knoche
- Afrosison  H.Wolff
- Albovia  Schischk.
- Anisometros  Hassk.
- Anisum  Hill
- Disachoena  Zoll. & Moritzi
- Gaytania  Münter
- Gymnosciadium  Hochst.
- Heterachaena  Zoll. & Moritzi
- Ledeburia  Link
- Murrithia  Zoll. & Moritzi
- Pancicia  Vis.
- Pimpinele
- Platyrhaphe  Miq.
- Reutera  Boiss.
- Tobion  Raf.
- Tragium  Spreng.
- Tragoselinum  Mill.